# Де ла Роше, Антони

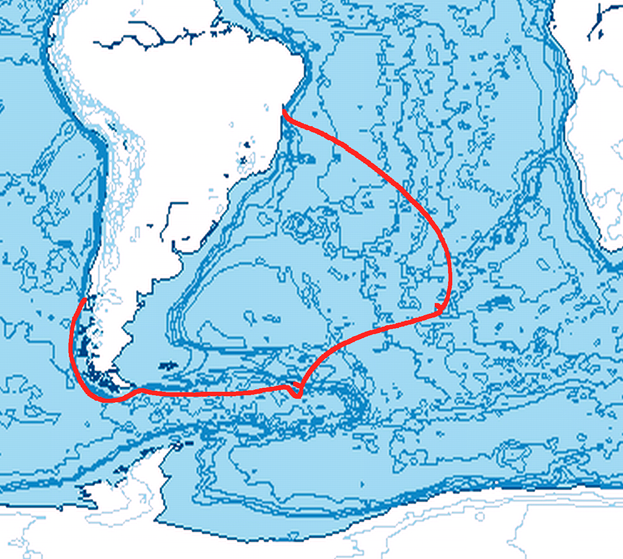
Путешествие английского купца Антони де ла Роше в 1675

Антони де ла Роше́ (англ. Anthony de la Roché, также Антуан де ла Роше, Антонио де ла Роше, Антонио де ла Рока в разных источниках) — английский торговец, родившийся в XVII веке в Лондоне в семье француза-гугенота и англичанки. Во время торгового путешествия из Европы в Южную Америку, сбившись с курса, обнаружил остров Южная Георгия, открыв первую известную землю к югу от линии антарктической конвергенции.

## Открытие Южной Георгии

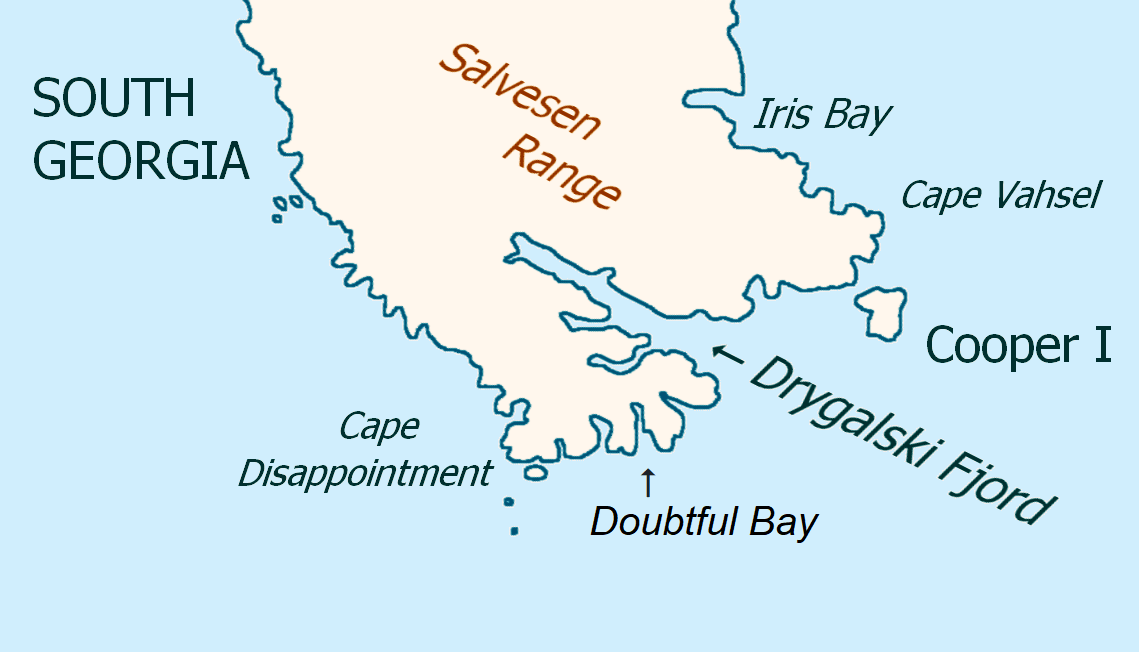
Фьорд Дригальского — предполагаемое место, где пристал Де ла Роше

Приобретя в Гамбурге 350-тонный корабль и получив разрешение испанских властей на торговлю в испанской Америке, Антони де ла Роше посетил Канарские острова в мае 1674, а в октябре корабль прибыл в порт Кальяо вице-королевства Перу, пройдя проливом Лемера и мимо мыса Горн.
На обратном пути, идя от острова Чилоэ (Чили) к Тодуз-ус-Сантус (Сальвадор, Бразилия), в апреле 1675 ла Роше обогнул мыс Горн и попал в шторм в опасных водах у острова Эстадос. Кораблю не удалось ни выйти к проливу Лемера, как планировалось, ни обойти восточную оконечность Стейтен-Айленд (то есть пройти мифическим «проливом Браувера», изображавшимся на старых картах после голландской экспедиции 1643 года под начальством адмирала Хендрика Браувера), и его отнесло далеко на восток.
Наконец они нашли убежище в одной из южных бухт Южной Георгии — по некоторым предположениям, фьорде Дригальского — где потрёпанный штормом корабль бросил якорь на две недели.

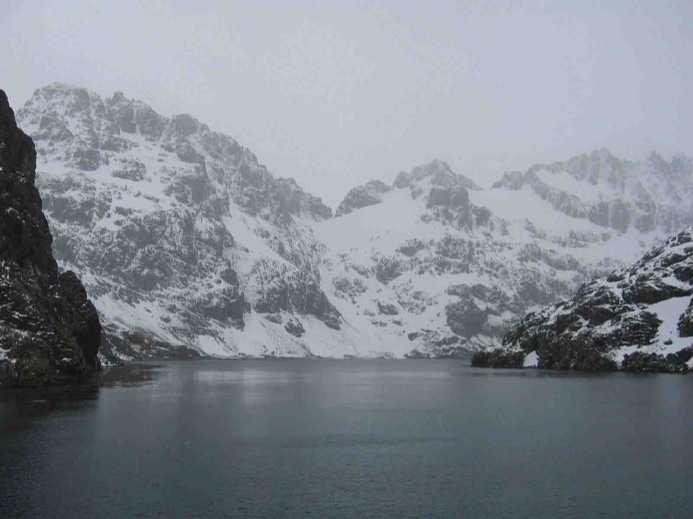
Фьорд Дригальского

По рассказу выживших, вскоре после описываемых событий, они нашли бухту, в которой бросили якорь, рядом с скалисто-песчаным мысом, тянущимся на 28, 30 и 40 морских саженей на юго-восток.
Окружающая обледенелая, гористая местность была описана так: «видны снежные горы от самого берега, очень скверная погода». Как только погода прояснилась, команда подняла парус, и, огибая юго-восточную оконечность Южной Георгии, заметила с корабля скалистые острова Клерк Рокс далее на юго-востоке.

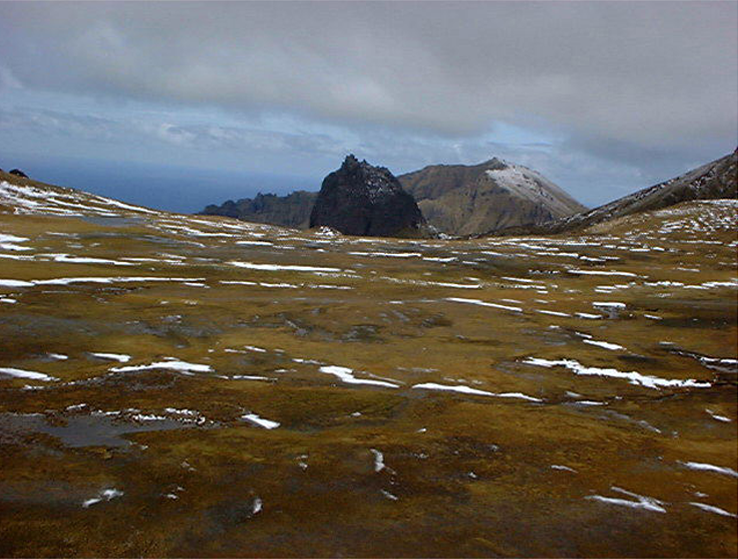
Остров Гоф

Через несколько дней после отплытия из Южной Георгии Ла Роше наткнулся на еще один необитаемый остров, «где они нашли воду, лес и рыбу», и провел шесть дней, «не видя ни одного человека», что, по мнению некоторых историков, стало первой высадкой на остров в Южной Атлантике, открытый португальским мореплавателем Гонсало Альваресом в 1505 или 1506 годах (с 1731 года известный как остров Гоф).
Ла Роше успешно добрался до бразильского порта Салвадор, и, в конце концов, прибыл в Ла-Рошель, Франция, 29 сентября 1675 года.
Капитан Джеймс Кук знал об открытии Ла Роше, упомянув его в своем судовом журнале при приближении к Южной Георгии в январе 1775 года.

## Имя Ла Роше на картах
Вскоре после путешествия на новых географических картах появились «Остров Роше» и «Пролив де ла Роше», отделяющий остров от «неизвестной земли» на юго-востоке. В частности, вновь открытый остров отмечен на следующих картах XVIII столетия:
- L’Isle, Guillaume de; J. Covens & C. Mortier. (1700/20). L’Amerique Meridionale. Paris.
- Chatelain, Henry A. (1705/19). Nouvelle Carte de Geographie de la Partie Meridionale de la Amerique. Amsterdam.
- L’Isle, Guillaume de & Henry A. Chatelain. (1705/19). Carte du Paraguai, du Chili, du Detroit de Magellan. Paris.
- Lens, Bernard & George Vertue. (ca. 1710). Map of South America. London.
- Price, Charles. (ca. 1713). South America corrected from the observations communicated to the Royal Society’s of London and Paris. London.

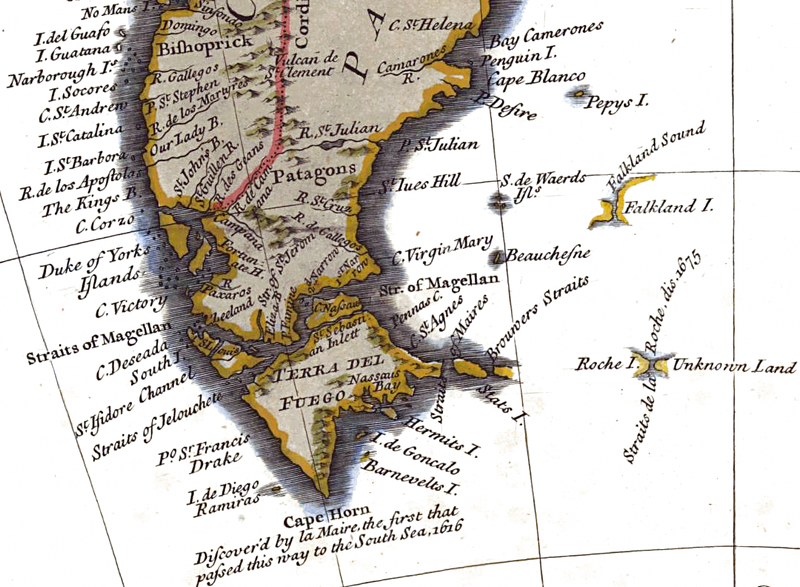
Фрагмент карты с ‘островом Роше’

- De Fer, Nicolas. (1720). Partie La Plus Meridionale de L’Amerique, ou se trouve Le Chili, Le Paraguay, et Les Terres Magellaniques avec les Fameux Detroits de Magellan et de le Maire. Paris.
- Homann Heirs. (1733). Typus Geographicus Chili a Paraguay Freti Magellanici. Nuremberg.
- Moll, Herman. (1736). A map of Chili, Patagonia, La Plata and ye South Part of Brasil. London.
- L’Isle, Guillaume de & Girolamo Albrizzi. (1740). Carta Geografica della America Meridionale. Venice.
- Seale, Richard W. (ca. 1745). A Map of South America. With all the European Settlements & whatever else is remarkable from the latest & best observations. London.
- Cowley. (ca. 1745). A Map of South America. London.
- Gibson, John. (1753). South America. London.
- Jefferys, Thomas. (1768). South America. London.

Вторая, когда-либо сделанная, карта Южной Георгии была составлена в 1802 году капитаном американского промыслового судна Union Исааком Пендлтоном и воспроизведена итальянским полярным картографом Арнальдо Фаустини в 1906-м под названием Южная Георгия — открыта французом Ла Рошем в году 1675. (Пендлтон заблуждался о национальности Ла Роше из-за его французской фамилии).

## Другие топонимы
В честь де ла Роше также названы:

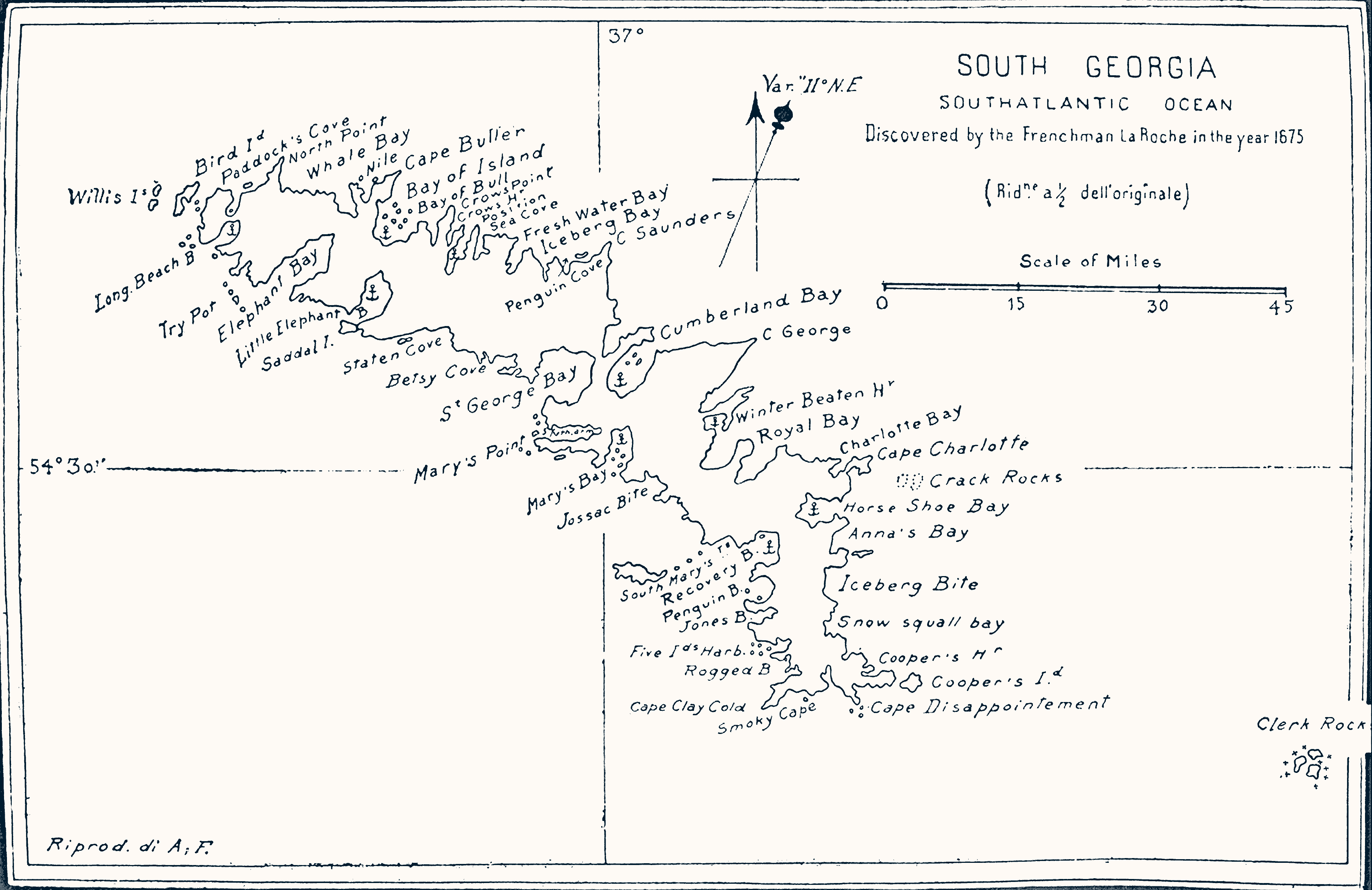
Карта Южной Георгии, составленная в 1802 капитаном Исааком Пендлтоном

- Пик Роше, высочайшая точка острова Птичий
- Ледник Роше в массиве Винсон, самых высоких горах Антарктиды[10][11].